# Arapski šahovski savez
Arapski šahovski savez (eng.  Arab Chess Federation), regionalna pridružena organizacija Svjetske šahovske organizacije koja predstavlja područje arapskih zemalja. Uloga mu je promicati i razvijati sve oblike šaha na svom prostoru, štititi interese šaha, uspostaviti i koordinirati aktivnost članova i organizirati regionalna prvenstva pod okriljem FIDE, te zastupati interese članova kod FIDE i inih međunarodnih organizacija.
Sjedište je u Sharjahu, UAE. Današnji predsjednik je Sheikh Saud Bin Abdulaziz Al Mualla iz UAE-a.

## Vanjske poveznice
- Službene stranice  Arhivirana inačica izvorne stranice od 19. studenoga 2019. (Wayback Machine)